# ドバイ政府

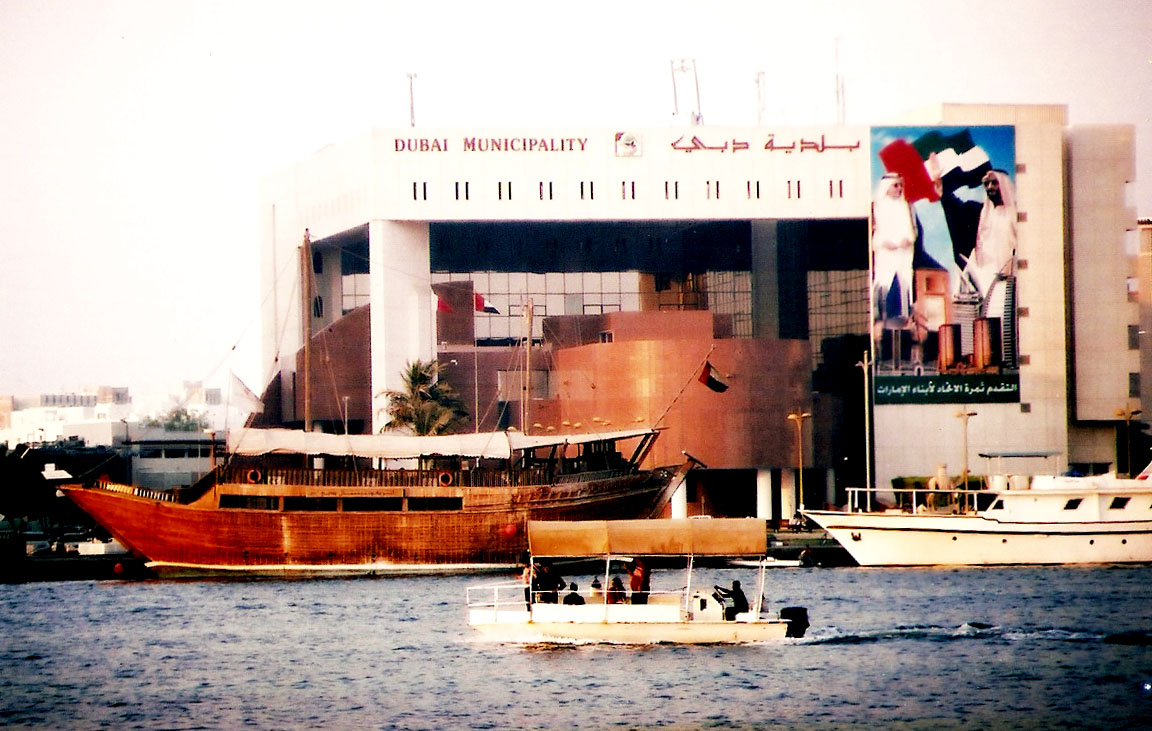
ドバイ政府庁舎

ドバイ政府 (アラビア語: بلدية دبي) は、アラブ首長国連邦ドバイ首長国における裁判管轄の基礎自治体である。ドバイの公共サービスや公共施設の維持管理を行っている。1954年に当時のドバイ王子ラーシド・ビン・サエード・アール・マクトゥームによって設立された。2001年、ドバイ政府は電子政府 (e-government) プロジェクトを開始し、40の公共サービスがオンラインで可能になった。